# Euroregió Pirineus Mediterrània

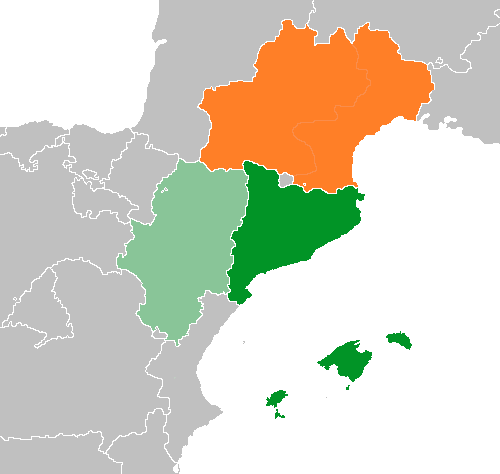
Mapa de l'Euroregió

L'Euroregió Pirineus Mediterrània (aragonès: Eurorregion Pireneus Mediterránia, castellà: Eurorregión Pirineos Mediterráneo, francès: Eurorégion Pyrénées-Méditerranée, occità: Euroregion Pirenèus-Mediterranèa), nascuda el 29 d'octubre de 2004, és un projecte de cooperació política entre Catalunya, les Illes Balears, l'Aragó, Llenguadoc-Rosselló i Migdia-Pirineus. El 2006 l'Aragó va suspendre la seva participació. I les dues regions franceses, d'ençà del 2014, es van fusionar (d'acord amb la reforma territorial francesa) en una nova macroregió anomenada Occitània i que les ha substituït també com a membre de l'Euroregió.

## Objectius i reptes

### Objectius
- Crear al nord-oest de la Mediterrània un pol de desenvolupament sostenible basat en la innovació i la integració social i econòmica del seu territori.
- Contribuir a la construcció d'una Europa unida, solidària i propera als ciutadans.

#### Reptes
- Afirmar-se com a territori de projectes a escala europea.
- Defensar amb una mateixa veu projectes essencials per al seu desenvolupament equilibrat i sostenible.
- Millorar la competitivitat internacional tot situant les persones al cor de l'acció.
- Convertir-se en un pol d'innovació i creixement mitjançant els vincles teixits entre els centres tecnològics, científics i culturals.

## Posicionar-se a l'escenari europeu i mediterrani
- Contribuir al futur de la política europea de cohesió.
- Millorar l'accessibilitat dels territoris a través del desplegament de la xarxa de transports i del corredor mediterrani.
- Convertir-se en un agent de la cooperació euromediterrània per reforçar els vincles amb la Unió per la Mediterrània.

## Els projectes euroregionals
- Aprofundir la cooperació cultural a través d'una convocatòria comuna anual i del portal Internet.
- Millorar la qualitat de vida dels ciutadans per mitjà d'un Pla Climàtic de reducció dels gasos amb efecte d'hivernacle i de desenvolupament de les energies renovables.
- Consolidar un Eurocampus que agrupi els centres d'ensenyament superior per a millorar-ne la competitivitat i afavorir la mobilitat dels estudiants, dels docents i dels investigadors.[4]
- Agrupar les iniciatives en matèria de creació d'empreses (Creamed).[5]

## Règim jurídic i funcionament
Des del 25 d'agost de 2009, es va constituir com a AECT Pirineus Mediterrània, nou instrument jurídic dotat de personalitat pròpia que ajuda l'Euroregió a aconseguir els seus objectius, particularment la cooperació transfronterera, transnacional i interregional, i la cohesió econòmica, social i territorial. Malgrat la nova forma jurídica, segueix utilitzant la denominació tradicional "Euroregió Pirineus Mediterrània".

### L'estructura
La feina de l'AECT Pirineus Mediterrània s'estructura entorn de:
- Una Presidència rotatòria de 18 mesos.
- Una Assemblea General, que es reuneix 4 cops l'any.
- Un equip tècnic.
- El “G4”, òrgan exclusivament polític format pels representants dels presidents regionals.
- Les comissions sectorials consultives.

### Les seus
Té tres seus:
- Tolosa: Direcció tècnica i administrativa
- Barcelona: Secretaria General (representació política i comunicació)
- Brussel·les: Representació davant la Unió Europea

### Les llengües oficials
Té quatre llengües oficials, el castellà, el català, el francès i l'occità.

### El pressupost
El pressupost es nodreix de les participacions financeres obligatòries de les regions-membres, i està sotmès a la legislació francesa i sota el control de la seva Cambra Regional de Comptes. Aproximadament un 33% del pressupost va destinat a les despeses ordinàries de funcionament, i el 67% restant a les despeses “operatives”: disseny de projectes i atorgament de subvencions als actors implicats en les accions transfrontereres. Com a exemple del seu volum, el pressupost total del 2014 va ser de 1.923.960,55 euros.